# St. Maria Magdalena (Pieszkowo)
Die Kirche St. Maria Magdalena in Pieszkowo (deutsch Petershagen, Ostpreußen) ist eine in Anlehnung an die Architektur der Ordenszeit 1593 errichteter Bau. Bis 1945 war sie eine evangelische Pfarrkirche, heute ist sie römisch-katholisches gottesdienstliches Pfarreizentrum in der polnischen Woiwodschaft Ermland-Masuren.

## Geographische Lage
Das alte Kirchdorf Pieszkowo liegt im Nordwesten der Woiwodschaft Ermland-Masuren, acht Kilometer südlich der Stadt Górowo Iławeckie (Landsberg (Ostpreußen)). Durch den Ort verläuft die polnische Woiwodschaftsstraße 511 (einstige deutsche Reichsstraße 134). Die Kirche befindet sich in der Ortsmitte auf der Westseite der Hauptstraße.

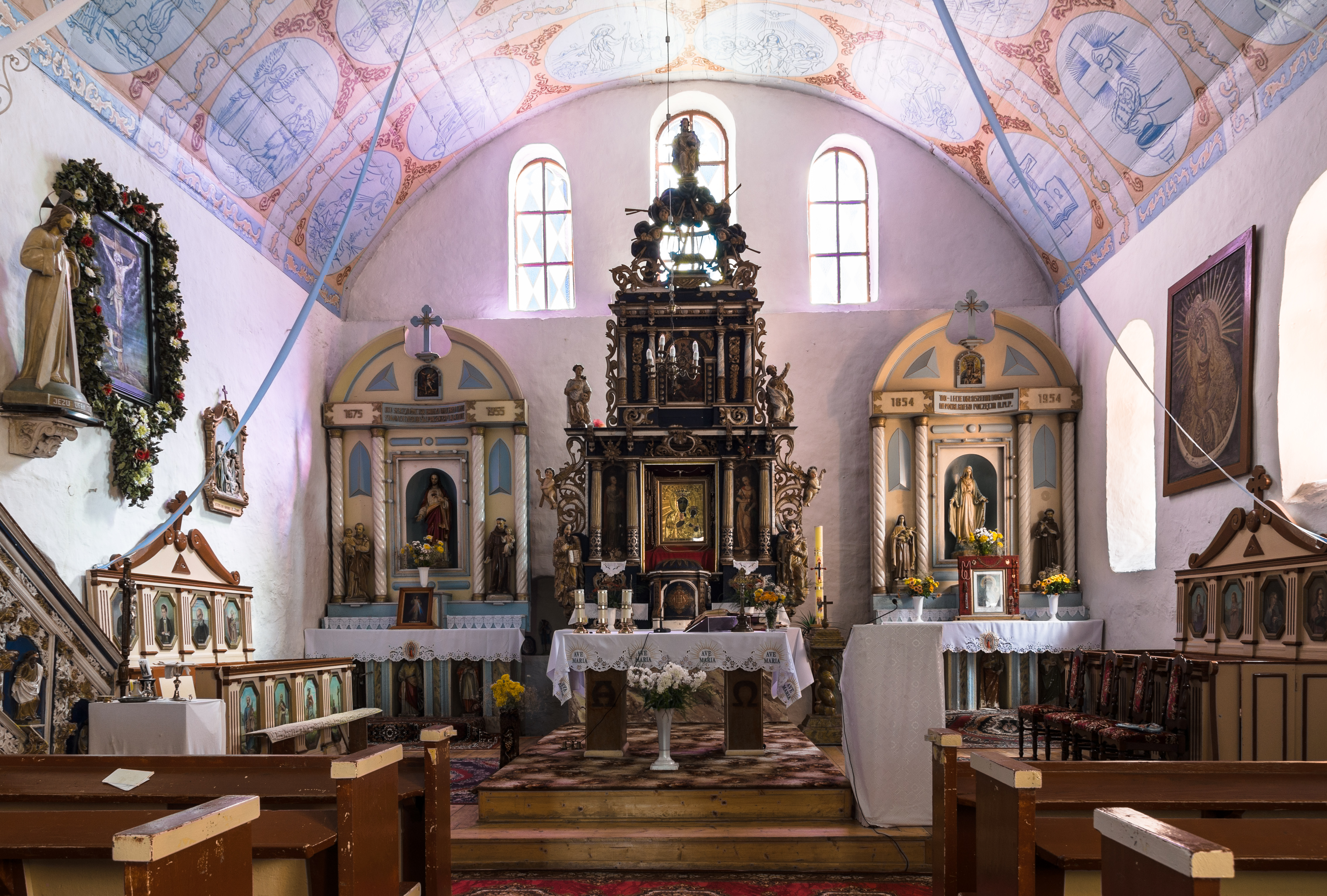
Blick in den Altarraum

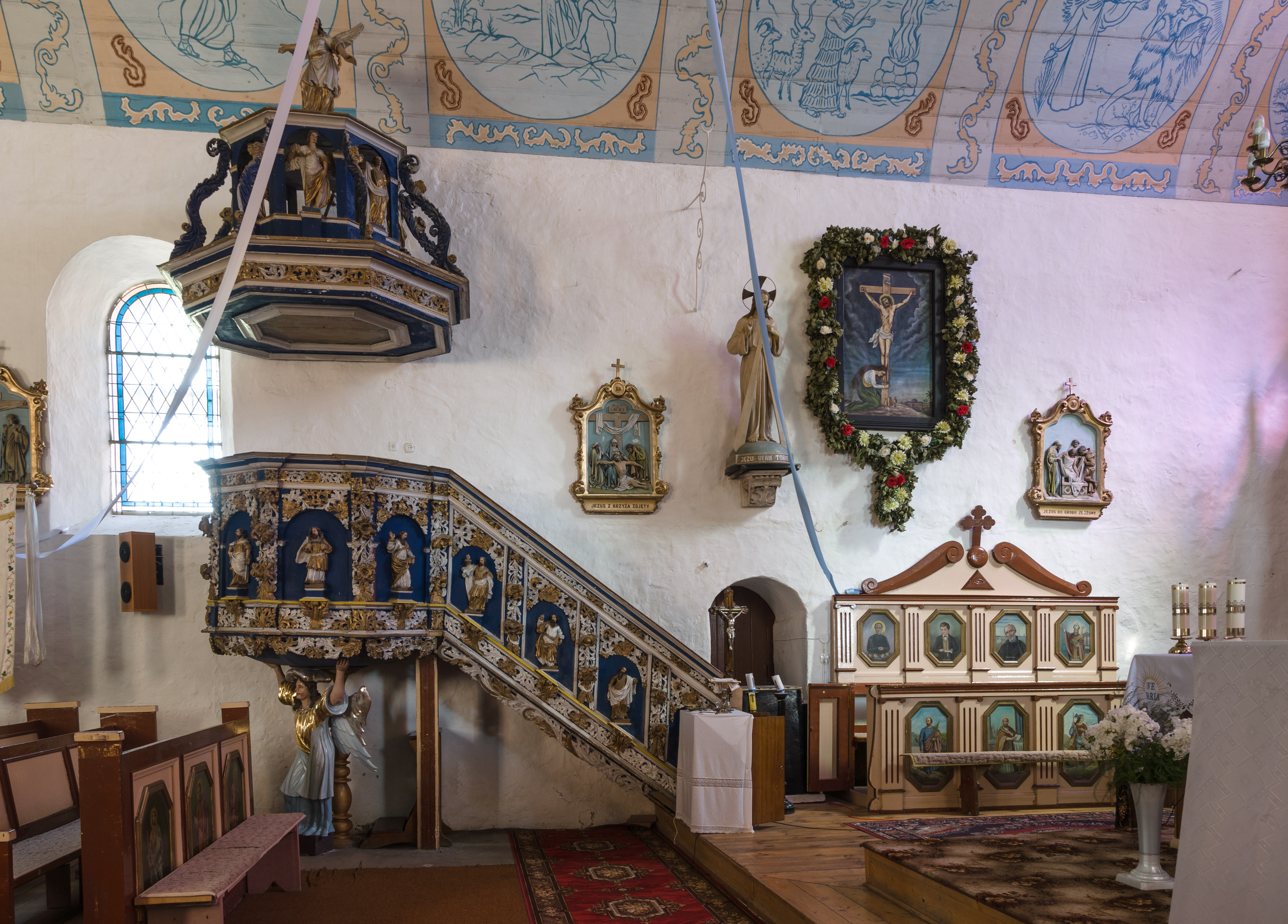
Die Kanzel von 1691

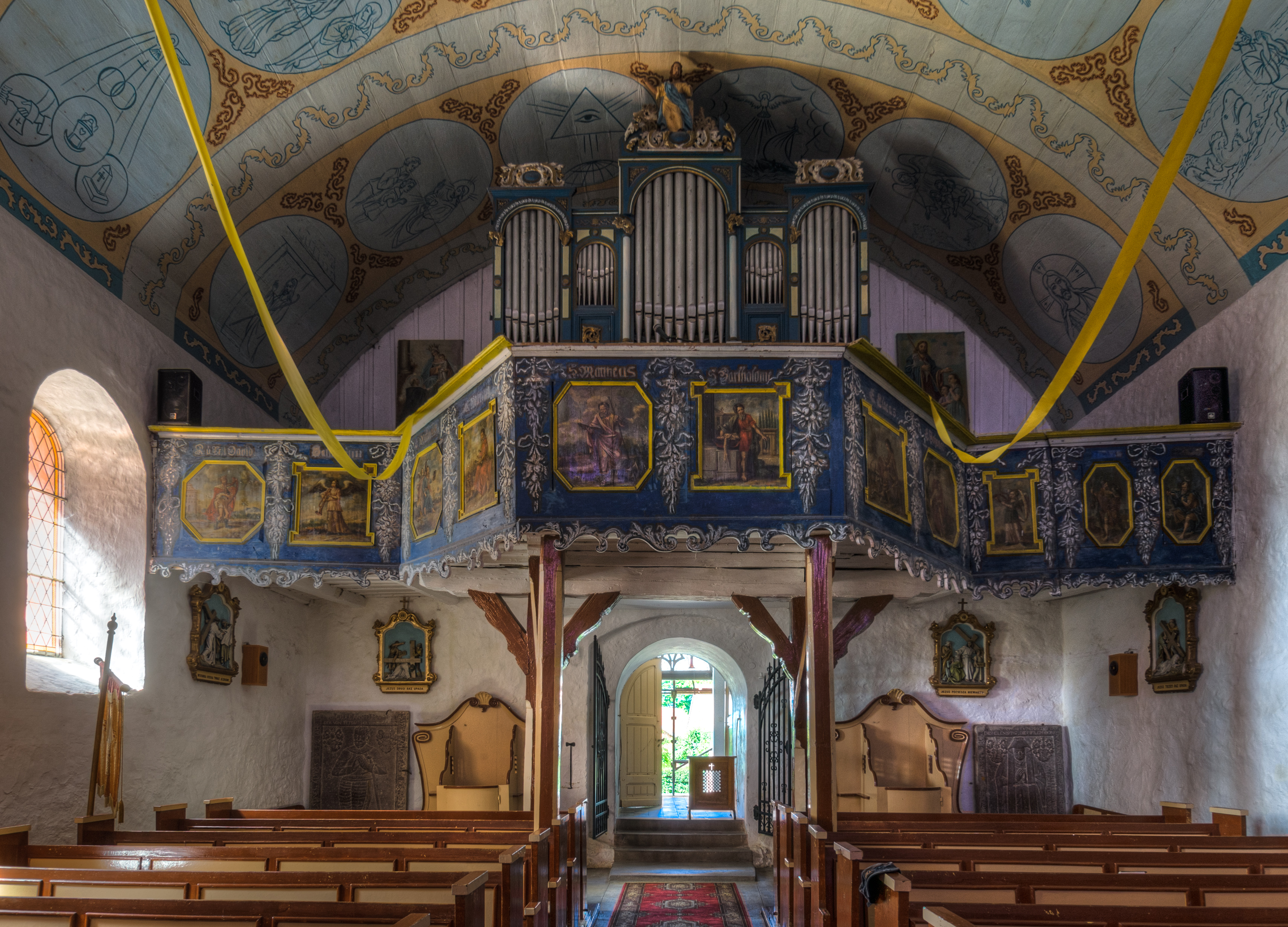
Blick zur Empore der Orgel

## Kirchengebäude
Der erste Bau einer Kirche entstand im seinerzeitigen Peterßhagen bereits in der Ordenszeit. 1414 wurde sie im Hungerkrieg stark beschädigt, und wegen Baufälligkeit musste sie im 16. Jahrhundert abgerissen werden.
Im Jahre 1593 wurde offensichtlich in Anlehnung an die ordenszeitliche Architektur eine neue Kirche erbaut, die bis heute fast gänzlich erhalten ist. Es handelte sich um einen auf rechteckigem Fundament errichteten chorlosen Bau aus Feldsteinen und Ziegeln. Er wurde 1897 mit einem erneuerten Westgiebel sowie einem ganz neuen Turm versehen. Letzterer löste einen erst 1890 gebauten Holzturm ab, der seinerseits Ersatz war für einen 1818 bei einem Orkan zerstörten hölzernen Vorgänger.
Der Kircheninnenraum ist von einer gewölbten Holzdecke überspannt. Die Emporen und Gutsstände stammen noch aus der Erbauungszeit, teilweise mit originaler Bemalung. Um 1593 entstand der Schnitzaltar, der als Mittelbild die Kreuzigung Christi zeigte und dessen seitliche Figuren zwischen den Säulen Glaube und Hoffnung darstellten. Die mit einem von einem Engel getragenen Korb ausgestattete Kanzel aus Schnitzwerk von 1691 wird Johann Christoph Döbel zugeschrieben. Der Beichtstuhl stammte vom Ende des 17., der Taufengel vom Beginn des 18. Jahrhunderts und das Altargerät aus derselben Zeit.
Die Orgel und die dazugehörige Empore waren mit Schnitzwerk der früheren Orgelanlage von 1770 verziert.
Das bis 1945 evangelische Gotteshaus befindet sich nunmehr im Eigentum der römisch-katholischen Kirche. Das Gebäude wurde außen und innen renoviert und den veränderten liturgischen Bräuchen baulich angepasst. Das Kreuzigungsbild im Altar ist einem Marienbildnis gewichen, auch gibt es zwei zusätzliche Seitenaltäre.

## Kirchengemeinde
Die Kirchengründung in Petershagen erfolgte in vorreformatorischer Zeit. Mit der Reformation hielt hier die evangelische Lehre Einzug.

### Evangelisch
Geschichte
Seit 1593 sind in Petershagen hier tätige evangelische Pfarrer namentlich bekannt. Zu Beginn des 18. Jahrhunderts gehörte das Dorf zum Erzpriestertumn Bartenstein, zum Ende des 18. Jahrhunderts zur Inspektion Bartenstein, im 19. Jahrhundert zur Inspektion Preußisch Eylau, zu Beginn des 20., Jahrhunderts zur Diözese Landsberg, und vor 1945 zum Superintendenturbezirk Landsberg (heute polnisch Górowo Iławeckie) im Kirchenkreis Preußisch Eylau (heute russisch Bagrationowsk) in der Kirchenprovinz Ostpreußen der Kirche der Altpreußischen Union. Im Jahre 1925 zählte die Kirche Petershagen 1015 Gemeindeglieder, die in zehn kleinen und größeren Orten sowie Ortschaften lebten. Das Kirchenpatronat oblag der Gutsherrschaft in Sieslack (polnisch Piaseczno).
Flucht und Vertreibung der einheimischen Bevölkerung setzten der evangelischen Gemeinde in dem dann Pieszkowo genannten Ort ein Ende. Hier lebende evangelische Gemeindeglieder gehören zu der weit entfernten Kirche in Bartoszyce (Bartenstein).
Kirchspielorte
Zum Kirchspiel Petershagen gehörten die Dörfer und Ortschaften:
| Deutscher Name | Polnischer Name |  | Deutscher Name                           | Polnischer Name |
| -------------- | --------------- |  | ---------------------------------------- | --------------- |
| Bensen         | Bądze           |  | Pudelkeim                                | Pudlikajmy      |
| Dittchenhöfen  | Trojaczek       |  | Salwarschienen bis 1916: Sallwarschienen | Kanie Iławeckie |
| Elisenhof      | Lisiak          |  | Schönwiese (Amt Nerfken)                 | Żuławy          |
| Nerfken        | Nerwiki         |  | Schwollmen                               | Swalmy          |
| Petershagen    | Pieszkowo       |  | Sieslack                                 | Piaseczno       |

Pfarrer
- Valentin Damerow, 1593–1598
- Daniel Nebe, ab 1598
- Adam Mislenta, 1604–1619
- Martin Fabricius, 1619–1635
- Wilhelm Schultz, 1627
- Laurentius Schmidt, 1649–1678
- Reinhold Plomann, 1679–1704
- Christian Weißermel, 1705–1750
- Jacob Friedrich Gnifcke, 1751–1757
- Friedrich Wilhelm Drenckhan, 1758–1774
- Georg Heinrich Feege, 1774–1777
- Christian Ludwig Baxch, 1777–1800
- Carl Gottlieb Marlau, 1800–1801
- Adolf Reinhold Ziegner, 1802–1809
- August Friedr. Hch. Krüger, 1810–1826
- Johann Georg Seidel, 1826–1850
- Carl Eugen Weiß, 1850–1859
- August Wilhelm Passarge, 1859–1874
- Karl Heinrich Herm. Hecht, 1874–1879
- Albert Friedrich Schack, 1881–1893
- Gustav Wilh. Louis Liedtke, 1893–1900
- Karl Maximilian Uckermark, 1900–1910
- Bruno Wiebe, 1911–1915
- Otto Urbschat, 1924–1933
- Ernst Seidler, 1934–1945

### Römisch-katholisch
Bis 1945 war für die römisch-katholischen Einwohner von Petershagen die Pfarrei in der Stadt Landsberg im damaligen Bistum Ermland zuständig. Nach 1945 siedelten sich zahlreiche Neubürger hier an, die fast ausnahmslos römisch-katholischer Konfession war. Ihnen diente die bisher evangelische Dorfkirche als Gotteshaus. Am 5. April 1962 errichtete dann das Bistum Ermland hier eine Pfarrei, die wie ihre Pfarrkirche nach Maria Magdalena benannt wurde. Sie  gehört zum Dekanat Górowo Iławeckie im jetzigen Erzbistum Ermland.